# Nonyma subinermicollis
Nonyma subinermicollis là một loài bọ cánh cứng trong họ Cerambycidae.